# Stewie Griffin: The Untold Story
Stewie Griffin: The Untold Story är en amerikansk tv-långfilm från 2005. Filmens protagonister är familjen Griffin från tv-serien Family Guy och den huvudsakliga handlingen går ut på att Stewie Griffin försöker hitta sin riktiga far.